# Arte huichol

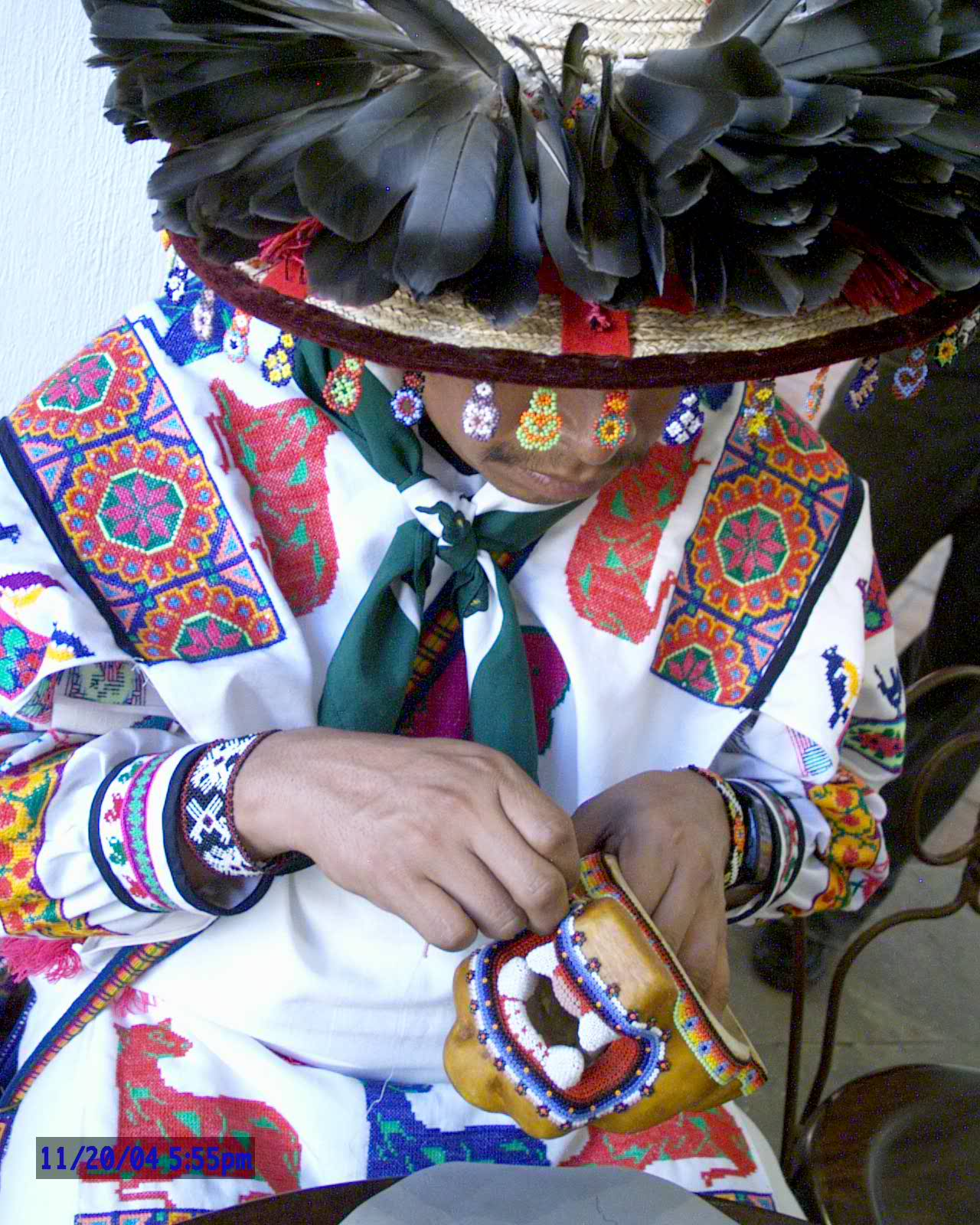
Huichol trabajando en una cabeza de jaguar con cuentas

El arte huichol agrupa en general las más tradicionales y recientes innovaciones en las artes folklóricas y artesanías producidas por los huicholes, quienes habitan en su mayoría en el estado de Nayarit y en parte de Jalisco, Durango, San Luis Potosí y Zacatecas, en México.
El factor que tienen en común estos trabajos es la decoración colorida utilizando símbolos y diseños que datan de hace siglos. Los productos más comunes y comerciales son los “cuadros de estambre” y los objetos decorados con pequeñas cuentas, o chaquiras, producidas comercialmente. Los cuadros de estambre consisten en presionar estambre comercial en tableros cubiertos con cera y resina, y son derivadas de una tabla ceremonial llamada nearika. Los Huicholes tienen una larga historia de trabajo con chaquiras, haciéndolos de arcilla, conchas, corales, semillas y demás y usándolos para hacer joyería y decorar cuencos y otros objetos. Las chaquiras “modernas” usualmente consisten en máscaras y esculturas de madera cubiertas con pequeñas y coloridas cuentas comerciales sujetadas con cera y resina.
Aunque los materiales hayan cambiado y el propósito de varios de los artículos haya cambiado de religioso a comercial, los diseños han cambiado muy poco y muchos conservan su significado religioso y simbólico. La experiencia de la mayoría de los extranjeros con el arte Huichol es como turistas en áreas como Tepic la Riviera Nayarit, Guadalajara y Puerto Vallarta, sin saber nada acerca de quién fabrica los artículos y acerca de los significados de los diseños. Existen algunos artistas huicholes notables en los campos de cuadros de estambre y chaquiras y ambos tipos de trabajos han sido comisionados para ser exhibidos en público.

## Los Huicholes

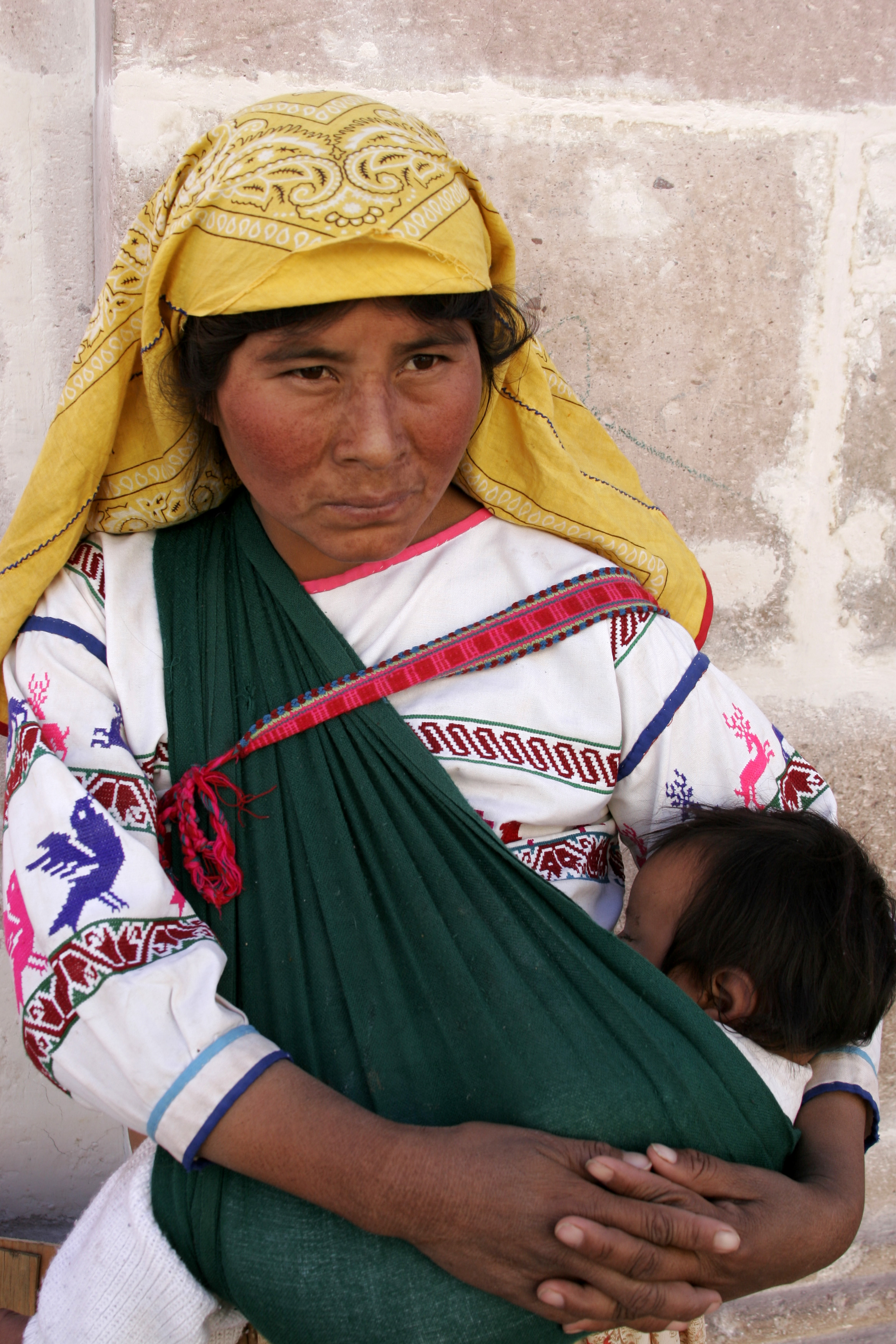
Madre e hijo huicholes

Los huicholes son un grupo étnico que viven en su mayoría en la sierra de Nayarit y parte de las áreas montañosas del norte de Jalisco. Su número se estima en 50,000 y el nombre Huichol se deriva de la palabra Wixárika, que significa adivino o chamán en idioma huichol.

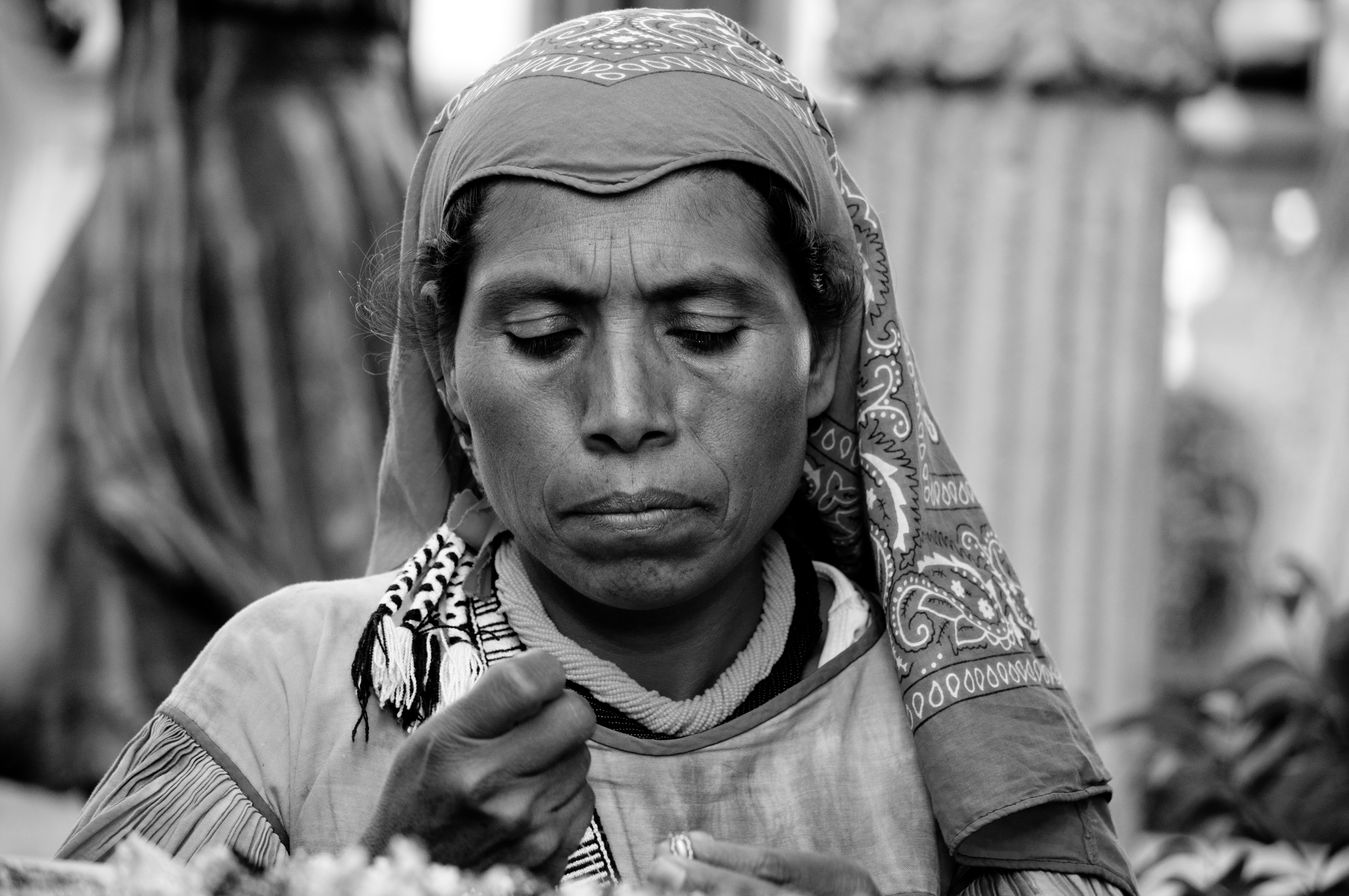
Artesana huichola

Después de que los españoles arribaran en el siglo XVI, los huicholes se retiraron a las escabrosas montañas del norte de Jalisco y Nayarit. Mientras que estaban convertidos nominalmente al cristianismo por los franciscanos durante el periodo colonial, la mayoría de la cultura huichol nativa logró mantenerse intacta debido al aislamiento y a que en el área había escasez de minerales y demás recursos de interés para los españoles. Historiadores y antropólogos mexicanos Fernando Benítez afirman que probablemente los huicholes han mantenido su sistema de antiguas creencias mejor que cualquier otro grupo indígena en México. Gran parte de esta tendencia aislante permanece intacta aunque circunstancias económicas han forzado a un número de huicholes a migrar hacia áreas como Guadalajara y la Costa para trabajar o vender sus mercancías.
La fe religiosa de los huicholes aún está basada en una trinidad de veneración al venado, al maíz y al peyote. Este último se cultiva ritualmente cada año en un largo peregrinaje al área desierta de San Luis Potosí, donde la gente se dice que fue originada y usada por los chamanes. La importancia de esto y de los panteones de dioses se puede ver en la representación estilística de prácticamente cualquier cosa que los huicholes decoran. Hasta recientemente no habían contado con un lenguaje escrito, así que estos símbolos fueron y siguen siendo la principal manera de preservar las ceremonias, mitos y creencias de la religión huichol antigua.

## Cuadros de estambre y chaquiras

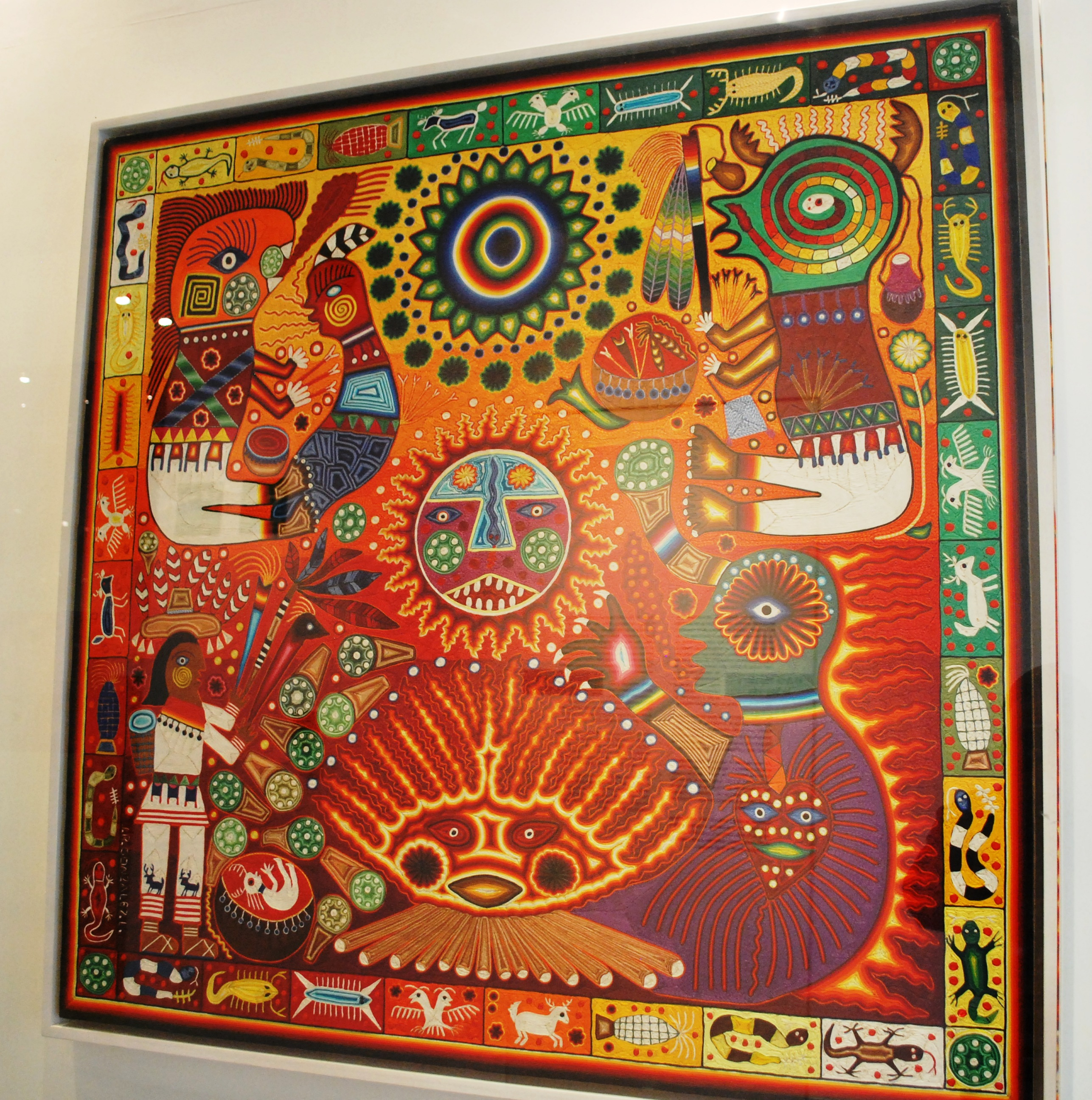
Cuadros de estambre en el Museo de Arte Popular en la Ciudad de México

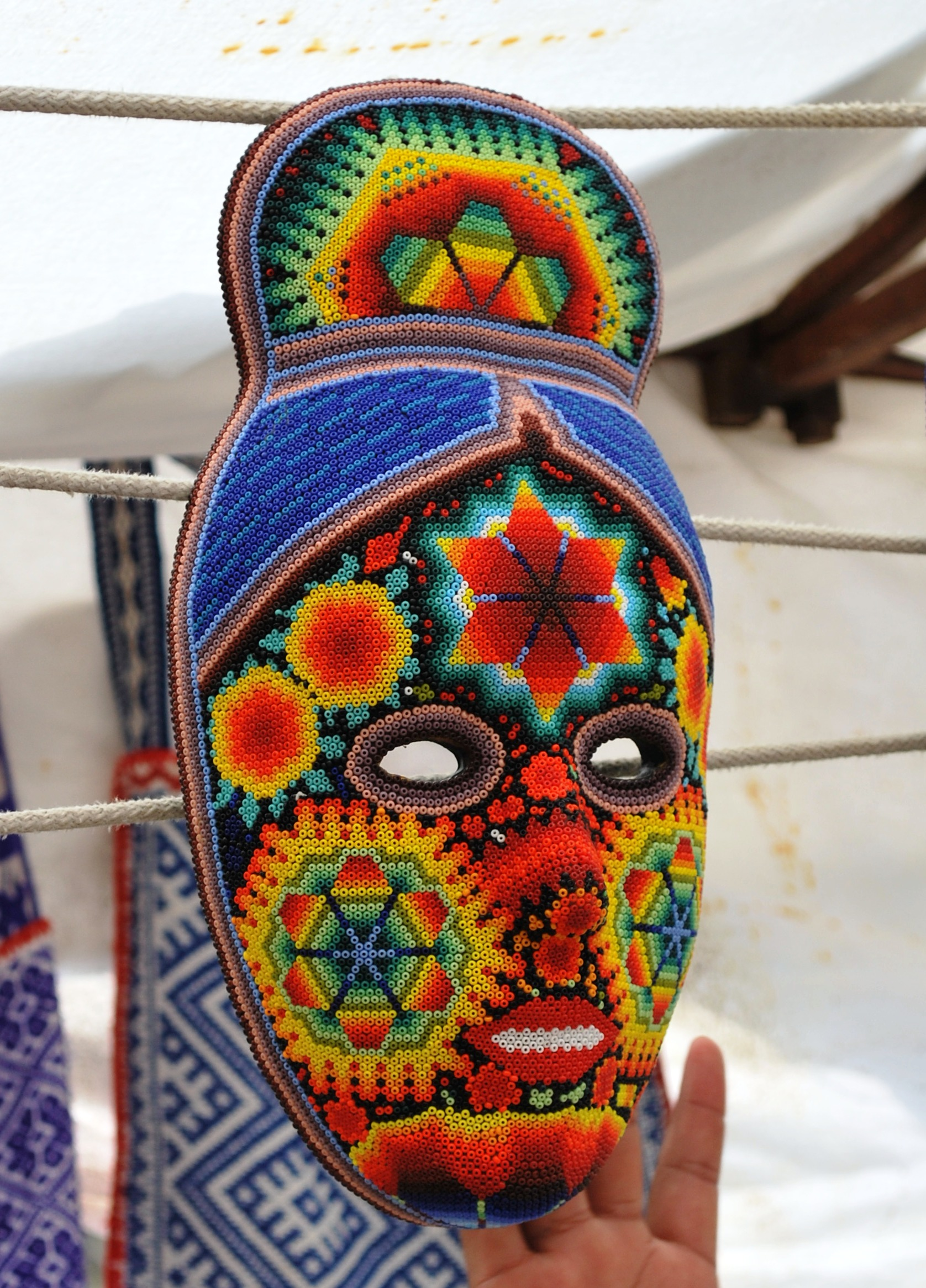
Máscara con cuentas a la venta en Tepotzotlán, Estado de México

El arte huichol más conocido está hecho con artículos modernos producidos comercialmente como son el estambre y pequeñas cuentas. Estos han remplazado muchos de los materiales tradicionales como la arcilla, la piedra y colorantes vegetales.  La fabricación y decoración de artículos con cuentas no comenzó con la importación de chaquiras de vidrio europeos, como ocurrió con un gran número de culturas indígenas del norte. Las técnicas para fabricar y utilizar chaquiras han estado vigentes desde mucho antes de eso, con cuentas hechas de huesos, arcilla, piedra, coral, turquesa, pirita, jade y semillas.  El arte huichol fue documentada por primera vez a finales del siglo XIX por Carl Lumholtz. Esto incluye la fabricación de aretes, collares, pulseras y demás artículos con cuentas.
Lo que más vincula a los cuadros de estambre y chaquiras hechas actualmente, es la continuación de los patrones tradicionales utilizados durante siglos para representar y comunicarse con los dioses.  El uso de los materiales comerciales ha permitido la producción de diseños más elaborados y colores más brillantes, así como una mayor flexibilidad en cuanto a como se reproducen los conceptos tradicionales.  También ha permitido la producción de arte popular comercializada, así como la producción de artículos estrictamente religiosos.
La comercialización del arte huichol comenzó cuando un sacerdote franciscano de nombre Ernesto Loera Ochoa comenzó un museo huichol en la Basílica de Nuestra Señora de Zapopan al norte de Guadalajara. Uno de los artistas que se exhibían aquí era Ramón Medina Silver, cuyos trabajos eran exhibidos y vendidos en el museo. Los trabajos de Medina atrajeron la atención del estadounidense Peter Furst, quien sugirió que Ramón representara las tradiciones y creencias de su gente, presionando hilo de color dentro de una base cubierta de cera y resina. Estos cuadros de hilo aparecieron por primera vez en 1962 en Guadalajara, y derivaron de los “nierikas”, una pequeña tabla o disco con un agujero o espejo en el centro. Los nierikas eran inicialmente producidos por los chamanes con el fin de representar visiones que experimentaban al consumir peyote, para después ser dejados como ofrendas a los dioses en lugares como cuevas, templos o arroyos.
Estas pinturas de hilo modernas se hicieron populares rápidamente y fueron imitadas. También se han desarrollado en diseños complejos que pueden tardar semanas en terminarse. Los cuadros de estambre condujeron a la experimentación con otros materiales producidos comercialmente como las cuentas, las cuales han ocupado el lugar del hilo para muchos artesanos huicholes. La confección de chaquiras ha sido expandida para incluir la decoración de cabezas de jaguares, máscaras del sol y la luna y varias figuras animales.
Este arte producido con fines comerciales ha proporcionado una importante y sostenible fuente de ingreso para los huicholes. A pesar de que se están usando nuevos materiales, símbolos tradicionales están siendo conservados y transmitidos a las jóvenes generaciones.   Sin embargo, la producción de artículos para el mercado comercial ha ocasionado una cierta cantidad de controversia. Una cuestión concierne la “autenticidad” del arte con hilo y cuentas debido a los orígenes modernos de las figuras actuales. Una persona que ha hecho esto es Fernando Benítez, quien fue particularmente perturbado por la representación de los muertos como cabezas flotantes en las pinturas de hilo; algo que, él dijo, no era tradicionalmente huichol. (origensbarnett) Gran parte de la "autenticidad” de los trabajos modernos tiene que ver con el uso continuado de símbolos y diseños tradicionales. Sin embargo, algunos artículos huicholes pueden ser catalogados como no tradicionales o en el límite de lo tradicional, como lo son la producción de decoraciones para árboles de Navidad, máscaras del sol y la luna, el uso del jaguar (un símbolo mesoamericano) y la incorporación en los diseños de imágenes modernas como aviones y edificios modernos. La venta de los artículos tampoco ha sido fácil para los huicholes, con lugares limitados como los lugares turísticos, en especial Puerto Vallarta, Guadalajara y San Miguel de Allende, así como las ventas a intermediarios que pueden ganar mucho más que ellos con los trabajos.(CRUruibe)

## Artistas huicholes notables

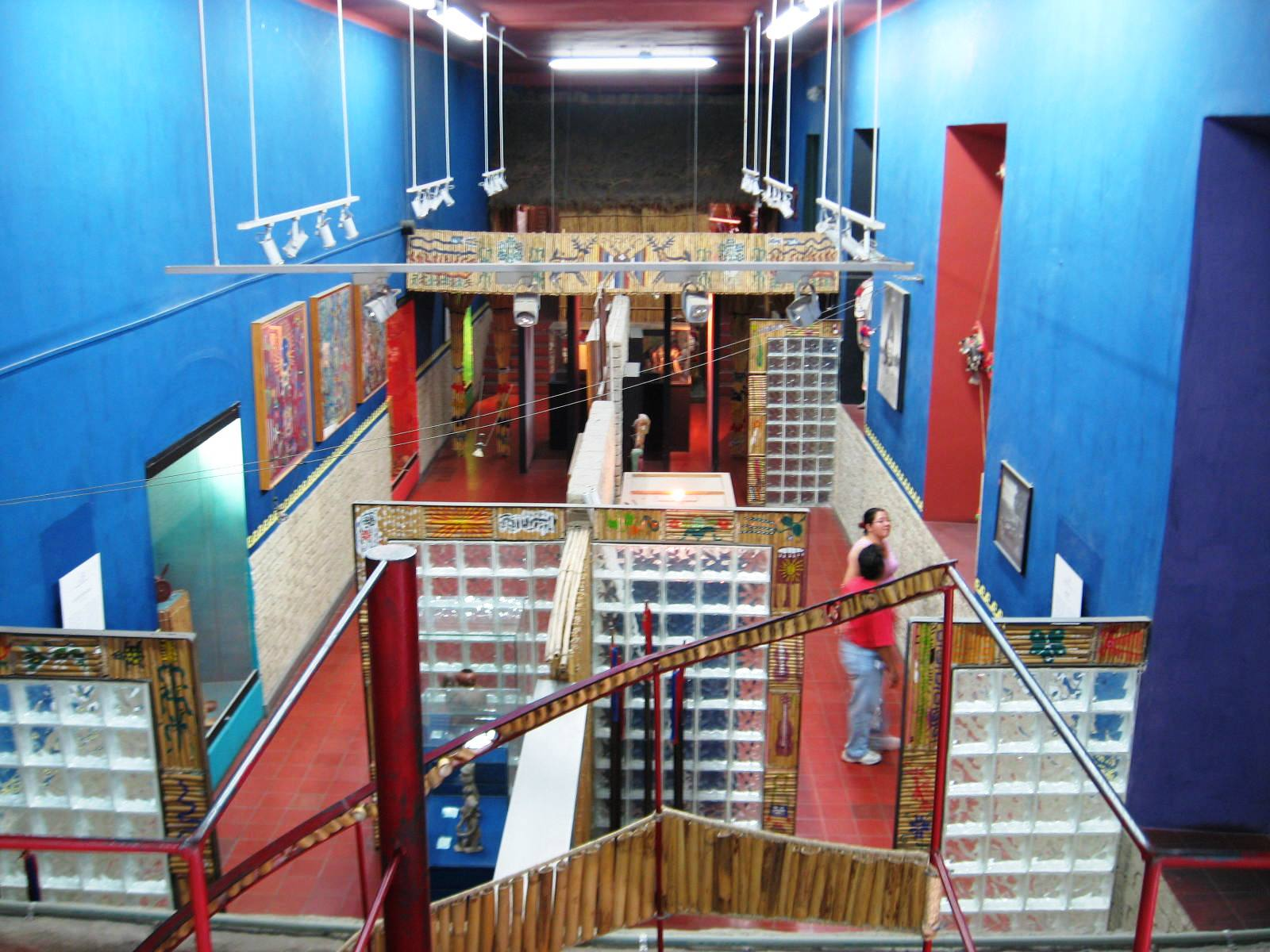
Adentro del museo huichol en la Basílica de Zapopan, Jalisco

Entre los artistas huicholes destacados se encuentran Emeteria Ríos Martínez, quien ha fabricado un número de murales con cuadros de estambre. José Benítez Sánchez fue un artista chamán, quien ayudó a expandir los cuadros de estambre de su anterior función decorativa a piezas más grandes. Pablo Taizan también es un chamán en el pueblo de Mesa de Tirador. Él principalmente hace trabajos con cuentas, que muestran figuras animales utilizadas para sanar.

## Artículos más tradicionales
A pesar de que los cuadros de estambre y artículos decorados son las piezas más conocidas y vendidas, los huicholes continúan fabricando un número de otros tipos de arte popular y artesanías. Los urus, o flechas para rezar, son flechas ceremonionales creadas para ser lanzadas al aire y hacer una petición a los dioses por bendiciones especiales. En ocasiones se suelen dejar en ciertos lugares o arrojadas río abajo. Estas flechas se decoran con símbolos y diseños relacionados con la petición.
Desde el pasado muy lejano hasta la actualidad, hombres, mujeres y niños utilizan bolsas tejidas, alrededor de la cintura para cargar objetos personales. Estas bolsas son de colores y decoradas estéticamente y para proteger mágicamente al portador.
Una “kuka” es una máscara ceremonial tridimensional, la cual se decora con cuentas. Estas máscaras surgieron de pequeños cuencos de calabaza originalmente cubiertas con semillas, huesos, arcilla, coral y conchas, pero estos han sido remplazados por cuentas producidas comercialmente. Es de estas máscaras que se deriva la práctica moderna de cubrir escultural de madera con cabezas de serpientes, muñecas, animales pequeños y jaguares, además de otras formas.
Los nearika son objetos ceremonials altamente decorados, los cuales pueden ser circulares o con forma de diamante. Cuando Carl Lumholtz escribió sobre los huicholes, nombró a los circulares como “escudos frontales” y a los de forma de diamante como “ojos”, dando nacimiento al concepto del “ojo de Dios”, aplicado a la cruz huichol. Los nearika son tablas de mandera o baboo que están altamente decoradas y son puestas en ciertas áreas sagradas. Seguido se concentran en una cara del sol, de la luna, o de una persona. La tradición de los cuadros de estambre se derivó de estos, y los más tradicionales de estos aún muestran la cara redonda de Tau, el Sol, en el centro.

## Diseños huicholes decorativos

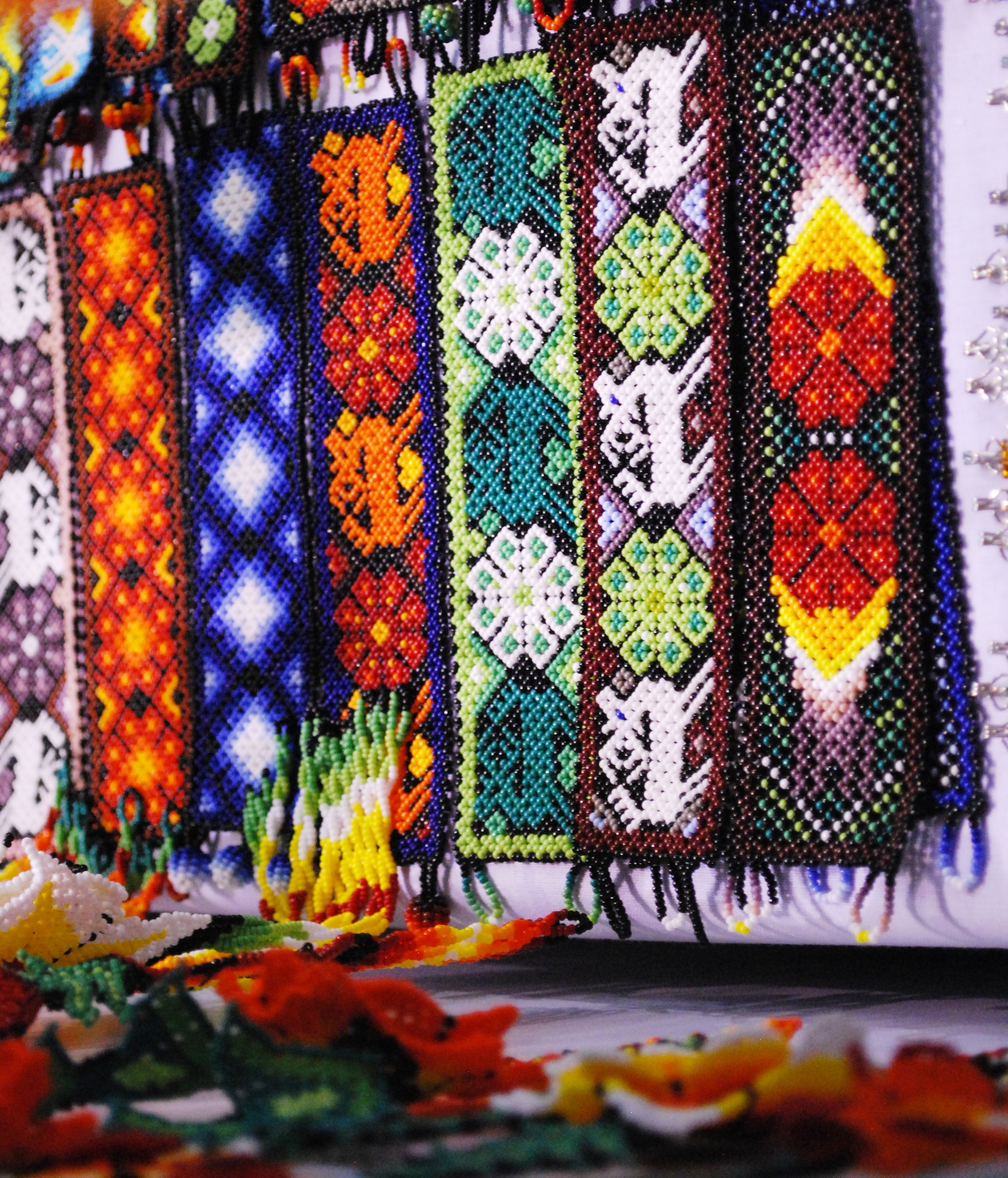
Trabajo con cuentas huichol a la venta en la exposición anual de FONART en la Ciudad de México

La mayoría de los extranjeros no están conscientes de que la mayoría de los diseños huicholes tienen significados religiosos y culturales.  Estos diseños se pueden encontrar en una gran variedad de objetos, incluyendo tallados o incrustados en máscaras, cuencos, instrumentos musicales y tejidos en objetos de vestir como cinturones, fajas, bolsas laterales, y más. La mayoría tiene importancia religiosa y muchos son influenciados por visiones que ocurren durante rituales con peyote. Mucho de lo que se sabe sobre los diseños y símbolos huicholes fue compilado por el explorador y etnógrafo noruego Carl Lumholtz a finales del siglo XIX, pero el arte y decoración huichol se ha vuelto más variado desde entonces. Sin embargo, motivos de plantas y animales siguen siendo los más comunes y la mayoría aun conserva su significado original.
Cuando se fabrican artículos religiosos y ceremoniales, todos los aspectos desde los materiales hasta los colores hasta los diseños, son importantes ya que se identifican con dioses y significados particulares. El mezquite y el color café rojizo pertenecen a Tatewari, quien es de la tierra y la madera del árbol de Brasil se relaciona con Tayuapa o “Padre Sol”. Símbolos como el águila real y las guacamayas están relacionados con Tatewari. Figuras como el venado, el coyote, el pino o torbellinos pueden ser asociados con Tamat’s Kauyumari, quien formó el mundo. El árbol del salate, el armadillo y el oso se asocian con Takutzi Nakahue, la madre de todos los dioses y del maíz. El toto es una pequeña flor blanca con cinco pétalos que se asocia con la época lluviosa. Las fajas y los cinturones a menudo tienen diseños que imitan las marcas en el lomo de las serpientes, las cuales también se asocian con la lluvia, junto con buenas cosechas, salud y una vida larga. Las líneas en zigzag que emanan de todos los seres vivos representan la comunicación con las deidades. El motivo de la mariposa recuerda a Itzpapolotl o mariposa obsidiana, una de las principales deidades de los aztecas, a quienes los huicholes reclaman como ancestros.
Los motivos más comunes están relacionados con los elementos más importantes en la religión huichol, el venado, maíz y peyote. Los dos primeros con importantes como fuentes primarias de comida, y el último se valora por sus propiedades alucinógenas que dan visiones a los chamanes.

## Exhibiciones de arte huichol
La experiencia de la mayoría de los extranjeros con el arte huichol viene de visitar áreas como Guadalajara y Puerto Vallarta y ver la mercancía ser vendida. Sin embargo, la mayoría de ellos no sabe lo que es. Estos vendedores son en su mayoría mujeres huicholes que llegan a estas ciudades desde pueblos rurales.
Los trabajos varían mucho en cuanto a tamaño, algunos siendo tan grandes como murales. En el 2010, el Instituto de las Américas en la Universidad de California, San Diego tuvo una exhibición de arte huichol, dirigida a turistas que visitan la costa oeste de México, especialmente aquellos que viajan en bote.
El Museo Zacatecano en la Ciudad de Zacatecas, donde se muestra una de las exposiciones más completas y con excelente museografía de valiosas obras de arte y cosmovisión del Pueblo Wixárika.
El Museo de los Cinco Pueblos en Tepic, Nayarit, donde se muestran algunos de los rituales más representativos del Pueblo Wixárika.
El Museo de Arte Popular en la Ciudad de México presentó una exhibición temporal en el 2009, comparando el arte de los huicholes con el de los aborígenes del norte de Australia, llamada “Mágica huichol: rito aborigen”. El propósito no era mostrar una conexión histórica, sino mostrar la similitud de estilo entre dos culturas diferentes.
El museo de Chaquiras en Glendale, Arizona realizó una exposición llamada “La Red Huichol de la Vida: Creación y Oración”.

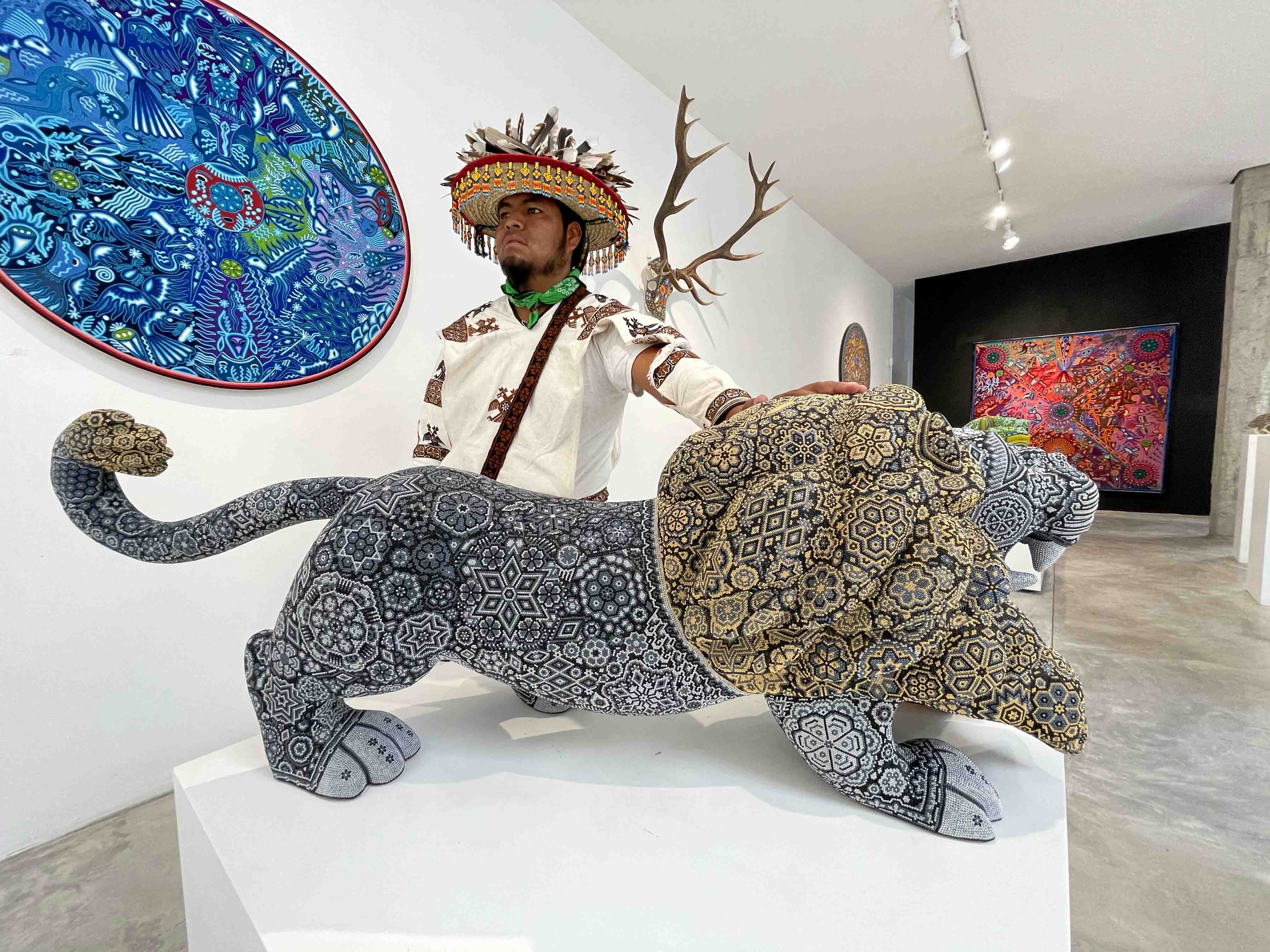
Artista wixárika con escultura de león intervenida con arte tradicional en micro chaquira de cristal en la galería de Arte Marakame.

La galería de arte Marakame tiene una exposición de arte huichol en chaquira y micro chaquira de cristal, así como cuadros y círculos de estambre de gran formato en Morelia, Michoacán de Ocampo.
Trabajos huicholes han sido elegidos para ser mostrados públicamente. Existe una exhibición permanente de doce murales huicholes en el Aeropuerto Internacional Lindbergh en la Terminal 3. Un mural de chaquiras huichol fue llevado al Metro de París en la estación de Palais Royal – Musée du Louvre. Fue donada por el Metro de la Ciudad de México a Francia, como un favor devuelto por el Art decó de la estación de Bellas Artes que fue una donación de Francia a México. La obra se llama “Pensamiento y Alma Huichol” y mide 2.4 por 3 metros en total, dividida en 80 paneles de 30 por 30 centímetros, y fue creada por Santos de la Torre.
Una de las obras que han sido entregadas más recientemente, es el “Vochol”, un Volkswagen Sedán que fue cubierto con diseños huicholes utilizando 2,277,000 chaquiras ajustadas al cuerpo del carro usando una resina especial resistente al calor. El carro fue subastado con la finalidad de beneficiar a artesanos mexicanos, por la Asociación de Amigos del Museo de Arte Popular y otras empresas públicas y privadas.
Las piezas de arte huichol también están disponibles hoy en tiendas especializadas.

## Galería
|  |
|  |

|  |
|  |

|  |
|  |

|  |
|  |

|  |
|  |